# Вулиця Під Дубом (Львів)
Ву́лиця Під Ду́бом — вулиця у Галицькому районі міста Львова, в місцевостях Підзамче (початок вулиці) та Клепарів (кінець вулиці). Починається від перехрестя проспекту Чорновола з площею 700-річчя Львова та прямує до вулиці Джерельної.

## Історія
Спершу існувала як дорога між заміськими городами і садами (план Львова 1766 року Жана Ігнатія дю Дефі), а від 1850 року фігурує як повноцінна міська вулиця. Протягом 1890—1914 років вулиця забудована кам'яницями.

## Назва
За інформацією, поданою у путівнику Францішека Баранського за 1904 рік, вулиця «постала близько 1850 року і названа від великого дуба, котрий існував донедавна».
Ділянка вулиці від нинішнього проспекту Чорновола до вулиці Замарстинівської до кінця XVIII століття мала назву пляц Помісіонарський, бо пролягав неподалік будівель скасованого австрійською владою монастиря місіонарів, а від 1796 року ця площа мала назву Торговиця Кінська, оскільки тут була торговиця коней та дерева. Від 1844 року — пляц Муштри, від 1871 року — пляц Місіонарський, від 1945 року — площа майора Бугрова, на честь радянського офіцера — гвардії майора М. В. Бугрова (1917—1944), похованого на території меморіального комплексу «Пагорб Слави» у Львові, від 1963 року — площа 700-річчя Львова.
Ділянка вулиці від нинішнього проспекту Чорновола й до вулиці Джерельної — до 1844 року мала назву Клепарівська бічна, від 1844 року — Під Дубом. Під час німецької окупації — Айхенґассе. У липні 1944 року повернена передвоєнна назва — вулиця Під Дубом. У 1963—1990 роках — вулиця Космонавтів. За незалежної України вулиці повернули вулиці її історичну назву — Під Дубом.

## Забудова
Вулиця Під Дубом забудована дво-, три- та чотириповерховими кам'яницями, спорудженими у 1890—1914 роках. Забудова вулиці — класицизм, сецесія, конструктивізм. Більшість будинків розташована з північного боку вулиці; своїми дворами вони виходять до насипу залізниці Львів—Красне (ділянка станція Львів—станція Підзамче). Значна частина будинків південної сторони вулиці та площі Місіонарської, а згодом Вугрова була зруйнована від 1939 року й до початку 1970-х років та з часом розібрана.

### З непарного боку вулиці
№ 3 — конскрипційний № 736 2/4 (до 1871 року); № 12 (у 1871 році). Власником будинку у 1871 році був Мойзес Веркауф. Триповерхова прибуткова кам'яниця другої половини XIX століття. Зруйнована під час другої світової війни. Нині цієї адреси не існує.
№ 5 — кам'яниця споруджена після 1871 року. У 1929 році тут була шевська майстерня І. Боднара. Зруйнована під час другої світової війни. Нині цієї адреси не існує.
№ 7 — триповерхова кам'яниця, споруджена у 1910-х роках у стилі пізньої сецесії. Фасад завершений у центрі фронтоном. Особливістю кам'яниці є відсутність балюстради на обох балконах другого поверху. Тут була синагога «Зіхрон ребе Хаїм Шлойме Феркойф». До 2015 року приміщення в партері будинку займала продуктова крамниця, нині — барбершоп «Солідол».
№ 7а — конскрипційний № 507 2/4 (до 1871 року); № 8 (у 1871 році). Власником будинку у 1871 році були Ян та Катажина Дулки. Триповерхова кам'яниця кінця XIX століття, де від радянських часів функціювали виробничі дільниці Львівської фабрики художніх виробів імені Лесі Українки республіканського об'єднання художніх промислів, від 1994 року — ЗАТ «Львівське виробничо-торгове акціонерне товариство імені Лесі Українки», від 2013 року — ПрАТ «Львівське акціонерне товариство імені Лесі Українки». Земельна ділянка, на якій розташовувалася виробнича будівля фабрики та інші ділянки були продані новим власникам, де у 2015 році споруджений ТРЦ «Форум Львів». Нині цієї адреси не існує.
№ 7б — ТРЦ «Форум Львів», споруджений у 2015 році на ділянці площею 69 000 м². Відкриття ТРЦ відбулося 25 вересня 2015 року.
№ 9 — триповерхова кам'яниця початку XX століття, власницею якої у 1913 році була Ківа Флейсер.
№ 11 — конскрипційний № 510 2/4 (до 1871 року); № 6 (у 1871 році). Власником будинку у 1871 році був Ельб Теллє. Триповерхова прибуткова кам'яниця споруджена на межі XIX—XX століть. У 1910 році тут була молочарня Арона Беттауера. Нині на першому поверсі будинку міститься приватна нотаріальна контора.
№ 13 — конскрипційний № 510 2/4 (до 1871 року); № 4 (у 1871 році). Власником будинку у 1871 році була Марія Літвін. Триповерхова прибуткова кам'яниця 1870-х років з необароковим металевим балконом на другому поверсі. У 1929 році тут функціювала майстерня шапкаря Ісака Любіна.
№ 15 — триповерхова прибуткова кам'яниця кінця XIX століття. У 1929 році функціювала колодійська майстерня Д. Ноєра та пекарня Ґрубера. Кам'яниця зруйнована під час під час другої світової війни. Нині цієї адреси не існує.
№ 17 — конскрипційний № 677 2/4 (до 1871 року); № 2 (у 1871 році). Власником будинку у 1871 році був Ян Каракевич. На місці кам'яниці зруйнованої під час другої світової війни у 1960-х роках споруджений одноповерховий павільйон, в якому від радянських часів працювало кафе «Орбіта». Нещодавно в приміщенні колишнього кафе проведена ґрунтовна внутрішня реконструкція, по якій там відкрилося бістро «Під Дубом».

### З парного боку вулиці
№ 2 — чотириповерхова наріжна кам'яниця (на розі з проспектом Чорновола), споруджена близько 1914 року у стилі пізньої сецесії на місці давнішого будинку, власницею якої у 1913 році була Ракель Ауербах. У 1929 році тут функціювали: кравецька майстерня Л. Пекера та малярське підприємство «Піх і Шнернер», цю ж адресу також мала міська медоварня.
№ 2а — чотириповерхова кам'яниця, споруджена у 1910-х роках у стилі пізньої сецесії. У 1929 році тут функціонував «Кооператив торгових помічників та приватних службовців».
№ 4 — триповерхова кам'яниця споруджена у 1910-х роках у стилі пізньої сецесії. У 1902 році тут була котлярська майстерня Мавриція Кесслера, a 1929 року тут функціонувала овочева крамниця Соломона Рінґа. Нині приміщення в партері будинку займають відділення «А-Банку» (до 2017 року тут була аптечна крамниця мережі аптек «DS») та салон краси «Софі».
№ 4а — триповерхова кам'яниця, споруджена у 1910-х роках у стилі пізньої сецесії.
№ 6 — конскрипційний № 506 2/4 (до 1871 року); № 13 (у 1871 році). Власником давнішого будинку, що стояв на цьому місці у 1871 році був Антоній Каучинський. Триповерхова кам'яниця з бічними ризалітами завершеними мезонінами, споруджена у 1910-х роках у стилі пізньої сецесії. У 1929 році тут містилися крамниця різних товарів Сари Рот та майстерня м'яких меблів Ш. Штайля.
№ 6а — триповерхова кам'яниця з бічними ризалітами, завершеними аттиками, збудована близько 1910 року у стилі пізньої сецесії.
№ 8 — триповерхова кам'яниця з бічними ризалітами, завершеними трикутними фронтонами, збудована близько 1910 року у стилі пізньої сецесії для подружжя Шпіркан. Вже у 1913 році власницею будинку була Фані Обер, а у будинку мешкала вдова попереднього власника будинку — Євгенія Шпіркан. Нині приміщення в партері будинку займають крамниця насіння ТОВ «Свитязь» та аптечна крамниця мережі «ЗІ».
№ 10 — конскрипційний № 505 2/4 (до 1871 року); № 11 (у 1871 році). Власником будинку у 1871 році був Антоній Каучинський. Триповерхова кам'яниця з бічними ризалітами, завершеними необароковими фронтонами, збудована близько 1910 року у стилі пізньої сецесії. Нині приміщення в партері будинку займає ветаптека.
№ 12 — конскрипційний № 504 2/4 (до 1871 року); № 9 (у 1871 році). Двоповерхова типова кам'яниця в стилі історизму, споруджена у 1890-х роках. Власником будинку у 1871 році був Ян Березовський, у 1913 році — Якуб Юріш. У 1910 році в камяниці була молочарня Р. Л. Нуссена. Нині приміщення в партері будинку займає відділення АТ «Комерційний банк „ПриватБанк“». У подвір'ї будинку розташовані офісні приміщення низки компаній.
№ 14 — до 1871 року не забудована ділянка; № 7 (у 1871 році). Двоповерхова типова кам'яниця в стилі історизму, споруджена у 1890-х роках. Нині в будинку міститься хостел «Під Дубом», п'ять номерів якого розраховано для одночасного перебування 18 постояльців у них. На першому поверсі будинку працює інтернет-крамниця сучасного медичного одягу «Докторам.com».
№ 16 — двоповерхова типова кам'яниця в стилі історизму, споруджена у 1890-х роках. У 1929 році тут діяла столярна майстерня Островського.
№ 18 — у 1871 році не забудована ділянка; № 5 (у 1871 році). Двоповерхова кам'яниця 1890-х років з оздобленням у стилі історизму і розкішним необароковим металевим балконом.
№ 20 — триповерхова прибуткова кам'яниця 1890-х років з оздобленням у стилі історизму. У 1929 році тут функціювала столярна майстерня М. Бурґа.
№ 22 — конскрипційний № 503 2/4 (до 1871 року); № 3 (у 1871 році). Власником будинку у 1871 році був Антоній Казакевич, у 1913 році — Барух Фейлер. Триповерхова прибуткова кам'яниця 1890-х років у стилі історизму. У 1945—1970 роках в будинку містилося львівське професійно-технічне училище № 12, яке вже 1971 року отримало нове приміщення на вулиці Широкій, 79. Нині — Державний навчальний заклад «Львівське вище професійне художнє училище». Нині приміщення в партері будинку займає відділення страхової компанії «Граве Україна», у січні 2019 року поряд відкрилася крамниця «Harvest» з продажу сумок та рюкзаків.
№ 24 — конскрипційний № 501 2/4 (до 1871 року); № 1 (у 1871 році). Триповерхова прибуткова кам'яниця кінця XIX століття, власницею якого у 1871 році була Антоніна Рудольф, у 1913 році — Мозес Шьйохтер.
№ 26 — за радянських часів тут розташовувалися виробничі та господарські будівлі Львівського автоелектроремонтного заводу. У 2018—2020 роках на місці заводу споруджений ЖК «Форум-Парк».
У довіднику нової та старої нумерації будинків за 1871 рік зазначені будинки на вул. Під Дубом, 14 та 16 (конскрипційний № 749 2/4), що належали до міської ґміни Львова. До середини XX століття на ділянці між вулицями Під Дубом, Сонячною (нині — вулиця Куліша) та Полтвяною (нині — проспект Чорновола) була торговиця вживаних речей «Нова Тандита». Виникла ця торговиця на площі Святого Теодора ще у XIX столітті як «Стара Тандита» та після того, як згоріла велика дерев'яна будівля (її ще називали будою) для торгівлі старими речами, торговицю перенесли на вищезгадану ділянку. За радянських часів тут була автобусна станція, згодом автостоянка, а від 2015 року ця ділянка належить до території ТРЦ «Форум Львів». Нині № 14 та 16 на вулиці Під Дубом мають інші будинки.
Колись торговиця Кінська та пляц Місіонарський були частиною вулиці Під Дубом. У 1945 році ділянку вулиці Під Дубом, що сполучала вулиці Полтвяну (нині — проспект Чорновола з вулицею Замарстинівською та проходила між торговицею Кінською і пляцем Місіонарським перейменували на площу майора Бугрова, а від 1963 року — площа 700-річчя Львова. До площі 700-річчя Львова приписаний лише один будинок під № 2. Двоповерховий, з високим цоколем і трикутним фронтоном, будинок був споруджений наприкінці XIX століття, на той час, в межах колишньої торговиці кіньми та деревом, для міської «Нової медоситні». У 1930-х роках будинок перебудували для Міського дезінфекційного закладу, тут розташовувалися відділи карантину та дезінфекції, лекційні зали та музей гігієни. У 1950-х роках у цьому будинку містилися Держасанінспекція та санепідемстанція Шевченківського району міста Львова, нині — Львівський міський відділ ДУ «Львівський обласний центр Держасанепідемслужби України». Будинок внесений до Реєстру пам'яток архітектури місцевого значення під № 2808-м. Забудова колишнього пляцу Місіонарського нині частково належить до вулиці Замарстинівської — будівля Львівської середньої загальноосвітньої школи № 87 імені Ірини Калинець та проспекту Чорновола — будівля початкової школи № 53 міста Львова (до 1939 року — мішана школа імені Миколая Рея). Між школами розташований спортивний майданчик.

Вулиця Під Дубом
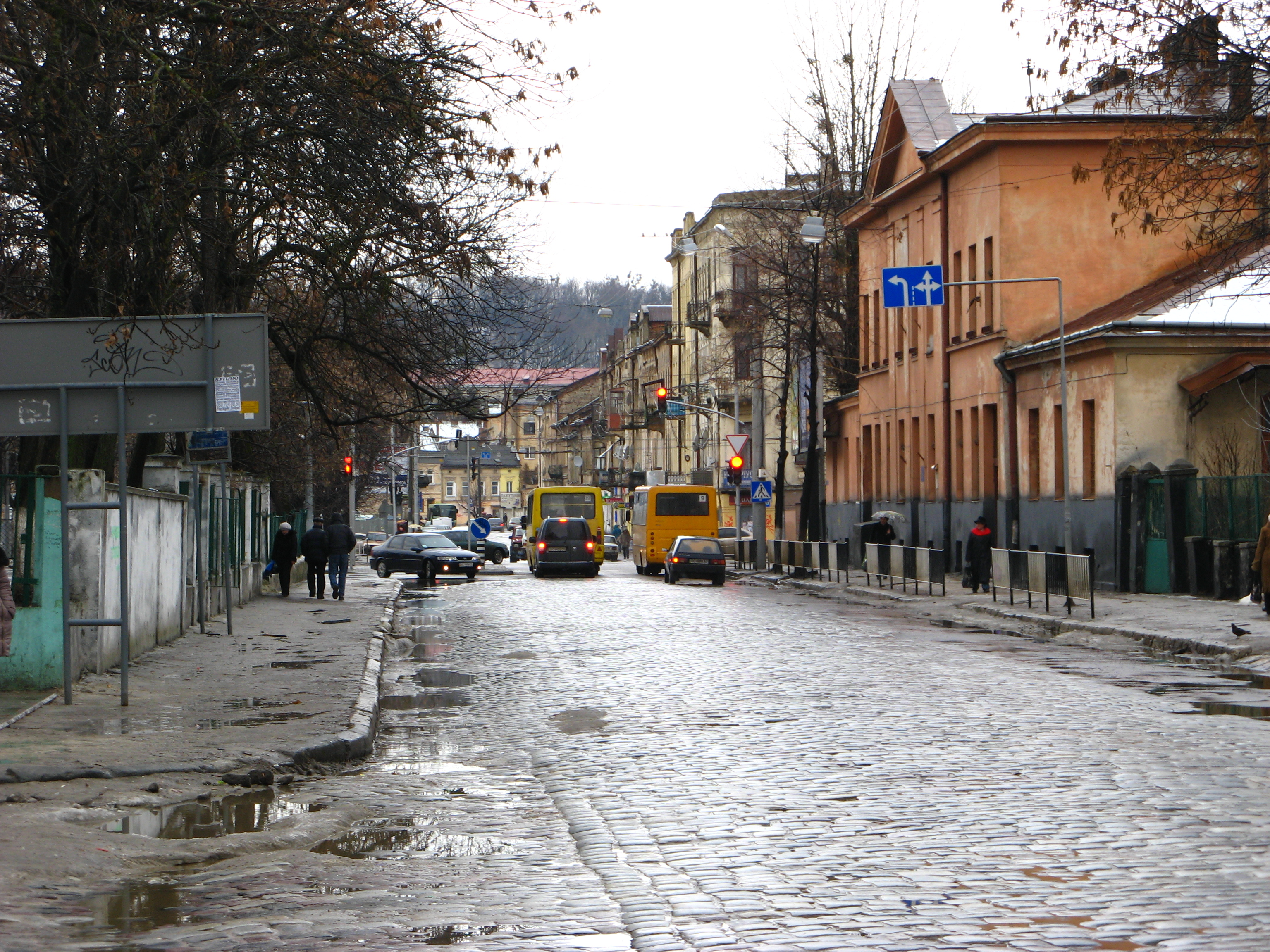
Площа 700-річчя Львова (на дальньому плані — вулиця Під Дубом)
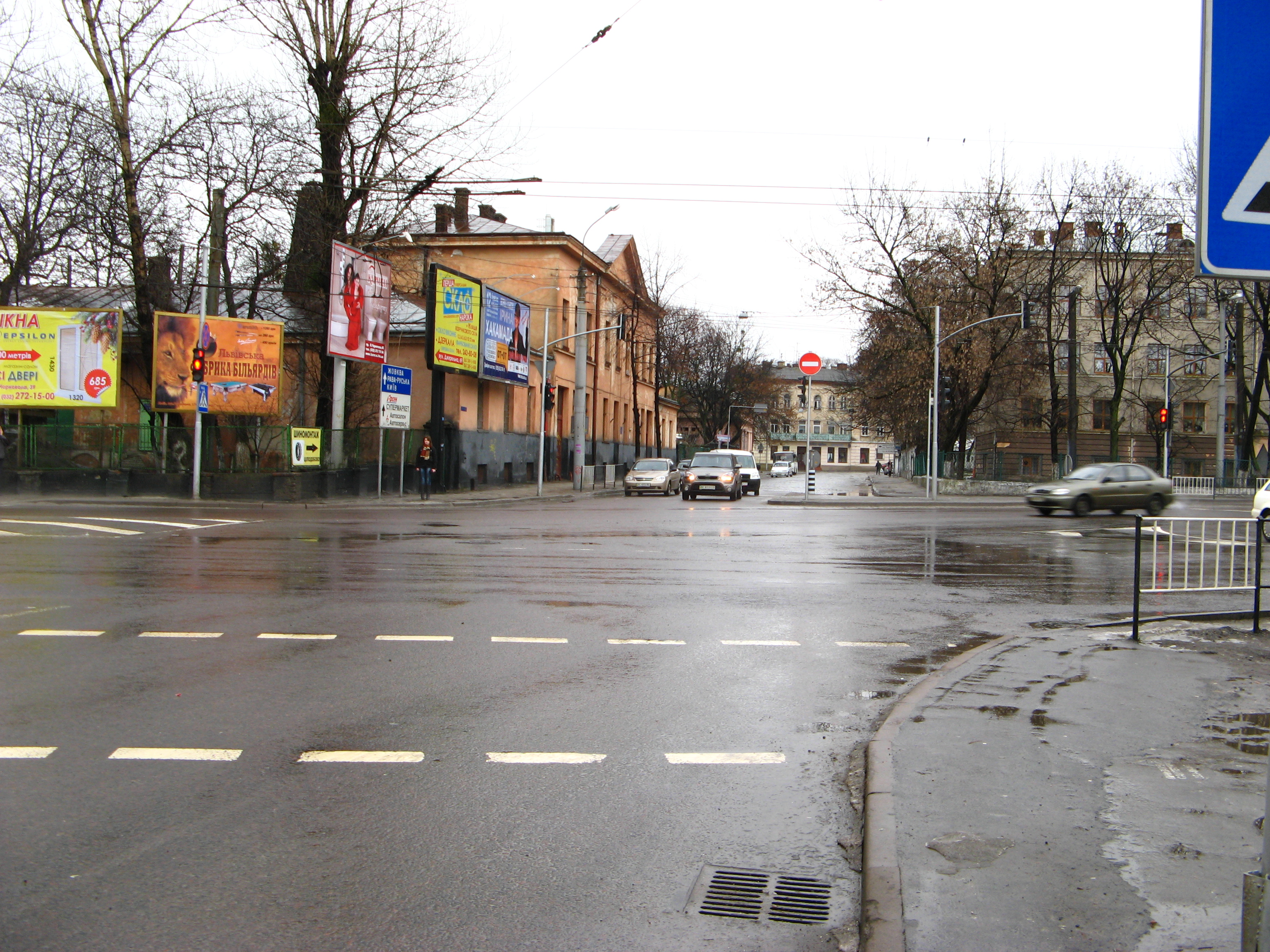
Транспортна розв'язка на перехресті вулиці Під Дубом та проспекту Чорновола (на дальньому плані — площа 700-річчя Львова)
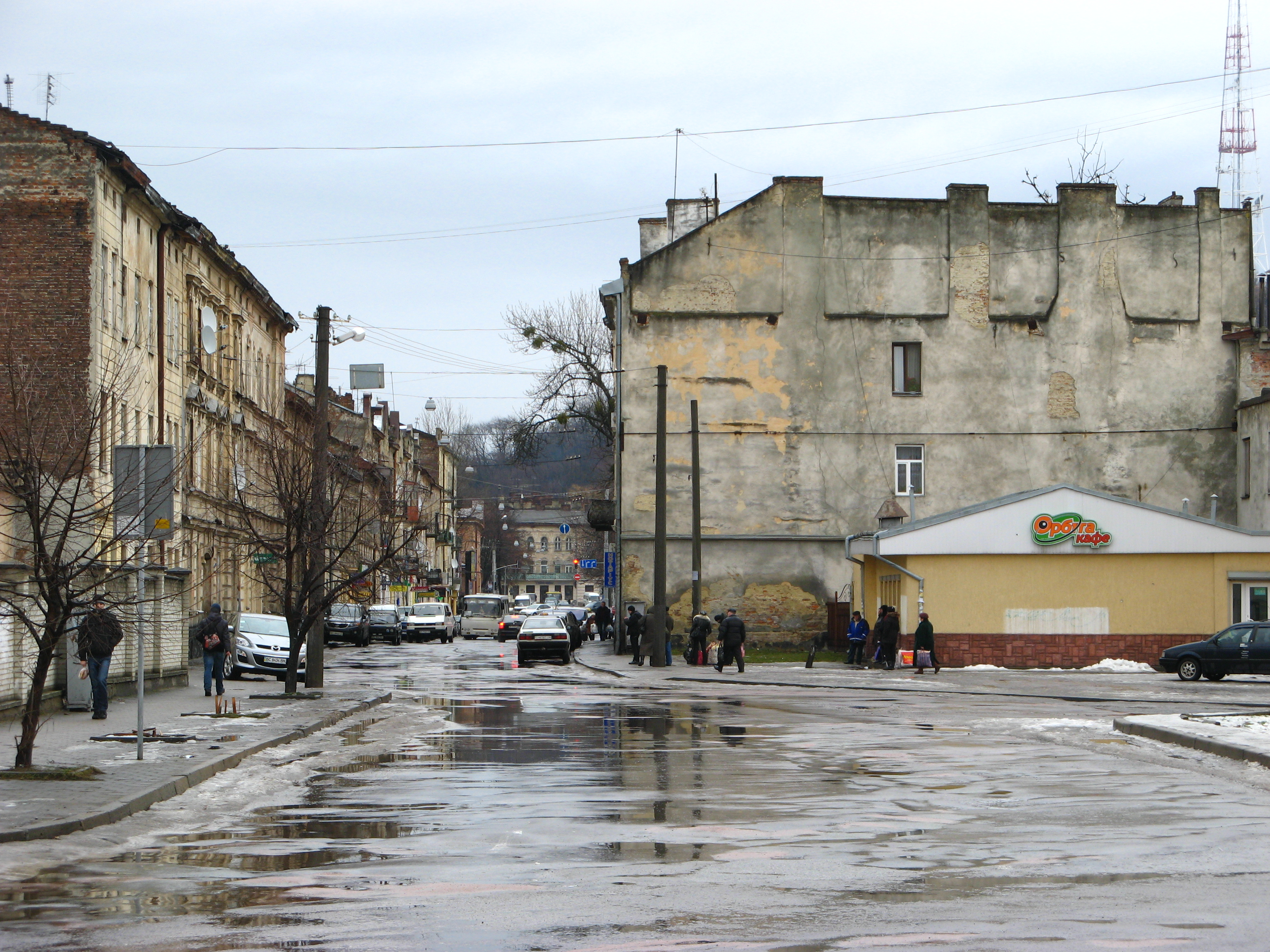
Вигляд від вулиці Джерельної

## Транспорт
У 1920—1960-х роках східною частиною вулиці курсував трамвай № 4 (повертав на вулицю Куліша).
На початку 1960-х років, на той час, вулицею Пелехатого було прокладено тролейбусну лінію, якою у напрямку до центру міста курсував тролейбусний маршрут № 4 «пл. Міцкевича—Стадіон СКА», а кінцева зупинка була наприкінці вулиці. У другій половині 1960-х років тролейбусний маршрут № 4 від центру міста продовжено до стадіону «Дружба». Наприкінці 1960-х років тролейбусний маршрут № 4 знов курсував до пл. Міцкевича, після вересня 1971 року — до пл. Підкови, а від 1977 року — до вул. Зернової. В середині 1990-х років тролейбусний маршрут до стадіону СКА скасований. Станом на березень 2021 року маршрути громадського транспорту, що курсують вулицею Під Дубом відсутні.